# 초촌초등학교
초촌초등학교는 대한민국 충청남도 부여군 초촌면 응평리에 있는 공립 초등학교이다.

## 학교 연혁
- 1935년 4월 20일 초촌공립보통학교(4년제) 개교
- 1938년 4월 1일 초촌공립심상소학교로 개칭
- 1941년 4월 1일 초촌공립국민학교(6년제)로 개칭
- 1950년 3월 1일 초촌국민학교로 개칭
- 1981년 3월 1일 병설유치원 개원
- 1996년 3월 1일 초촌초등학교로 개칭
- 1999년 9월 1일 소사초등학교 통폐합
- 2001년 5월 4일 초촌성지관 개관
- 2004년 9월 16일 디지털 도서관 개관
- 2004년 11월 1일 보건실, 교과과학실, 장애인 화장실 증축
- 2005년 9월 1일 과학교육실 증축
- 2006년 12월 10일 과학체험실 완공

## 참고 자료
- 초촌초등학교 - 한국교육학술정보원 학교알리미